# Статистичні методи оцінки фальсифікацій на виборах
Статистичні методи оцінки фальсифікацій на виборах — наукові методи, що базуються на апараті математичної статистики і дозволяють виявити та оцінити фальсифікації на виборах. Вивченням фальсифікації виборів через статистичні методи займається псефологія.

## Історія застосування

### Вибори Президента Росії, 2012 рік
В серпні 2012 року вчені з Медичного університету Відня запропонували метод оцінки наявності фальсифікацій на виборах. В результаті їм вдалося довести, що на виборах російського президента в 2012 році і до Держдуми РФ в 2011 році були фальсифікації. Стаття вчених опублікована в журналі Proceedings of the National Academy of Sciences і викладена у відкритому доступі. В цій роботі представлені статистично обґрунтований метод оцінки з попередньою нормалізацією даних та спростовано можливість використання ряду інших методів. За результатами дослідження науково доведено наявність фальсифікації виборів в Росії та Уганді.

### Вибори до Держдуми Росії, 2013 рік
В березні 2013 року наукова група Володимира Якуніна провела дослідження офіційних матеріалів результатів виборів в Державну Думу Росії, опублікованих Центрвиборчкомом Росії за допомогою спеціальних математичних методів і прийшли до висновку, що результат «Єдиної Росії» на останніх думських виборах було сфальсифіковано, і вона суттєво поступилася КПРФ.

### Вибори в самопроголошених ДНР та ЛНР, 2014 рік
В листопаді 2014 року російський блогер Олександр Кірієв проаналізував результати проведення псевдо-виборів в самопроголошених ДНР та ЛНР та дійшов висновку, що число поданих за кандидатів голосів встановлювались за попередньо встановленими відсотками, а не навпаки. Висновок базується на тому, що в результаті округлення результатів може виникати помилка: так, при числі виборців близько 1 мільйона і округленні результатів до сотих частин відсотка помилка округлення може становити 0,01% або близько 100 виборців. При цьому результати псевдо-виборів за явкою, кожним з кандидатів та недійсними бюлетенями мають помилку округлення менше 1 особи — тобто, в 100 разів кращу, ніж очікувалось.

### Вибори до Державної Думи Росії, 2016 рік
Аналіз результатів виборів до Державної Думи Росії 2016 року методами математичної статистики показав, що до 45% голосів за партію Єдина Росія виявились фальшованими.

## Статистичні методи оцінки фальсифікацій
Оцінка фальсифікацій виконується, як правило, на основі офіційних даних шляхом порівняння результатів голосування на дільницях, розташованих поруч, результатів на ділянках в залежності від явки тощо.